# Billy DeVore
Louis „Billy“ Devore (* 12. September 1910 in St. John, Kansas; † 12. August 1985 in  Indianapolis, Indiana) war ein US-amerikanischer Rennfahrer.

## Karriere
Er war der Sohn des vor dem Zweiten Weltkrieg bekannten Rennfahrers Earl Devore und dessen Frau Ann. Die Eltern waren an Bord des Passagierdampfers Vestris, als dieser im November 1928 im Atlantik unterging. Die Mutter überlebte, der Vater kam um.
Nachdem er zwischen 1937 und 1948 mehrfach am Indianapolis 500 teilgenommen hatte, versuchte er sich 1950 und 1954 vergeblich für das damals zur Formel-1-Fahrerweltmeisterschaft zählende Rennen zu qualifizieren.

## Statistik

### Indy-500-Ergebnisse
| Jahr | Startnr. | Start | Qual (km/h) | Ergebnis | Runden | Führung | Ausfall                          |
| ---- | -------- | ----- | ----------- | -------- | ------ | ------- | -------------------------------- |
| 1937 | 28       | 14    | 193,410     | 72       | 168    | 0       | Übergabe an Frame                |
| 1938 | 58       | 30    | 187,198     | 8        | 185    | 0       |                                  |
| 1939 | 26       | 33    | 187,504     | 102      | 156    | 0       | Übergabe an Banks                |
| 1940 | 14       | 32    | 196,628     | 182      | 107    | 0       | Übergabe an Connor               |
| 1941 | 23       | 8     | 195,952     | 19       | 121    | 0       | Antrieb                          |
| 1946 | 17       | 31    | 192,895     | 10       | 167    | 0       | Dreher                           |
| 1947 | 17       | DNQ   |             |          |        |         |                                  |
| 1947 | 10       |       |             | 102      | 40     | 0       | fuhr Dinsmores Wagen; Rd. 79-118 |
| 1948 | 19       | 20    | 199,476     | 12       | 190    | 0       |                                  |
| 1950 | 58       | DNQ   |             |          |        |         |                                  |
| 1954 | 93       | DNQ   |             |          |        |         |                                  |

| Legende  | Legende            | Legende                                                          |
| Farbe    | Abkürzung          | Bedeutung                                                        |
| -------- | ------------------ | ---------------------------------------------------------------- |
| Gold     | –                  | Sieg                                                             |
| Silber   | –                  | 2. Platz                                                         |
| Bronze   | –                  | 3. Platz                                                         |
| Grün     | –                  | Platzierung in den Punkten                                       |
| Blau     | –                  | Klassifiziert außerhalb der Punkteränge                          |
| Violett  | DNF                | Rennen nicht beendet (did not finish)                            |
| Violett  | NC                 | nicht klassifiziert (not classified)                             |
| Rot      | DNQ                | nicht qualifiziert (did not qualify)                             |
| Rot      | DNPQ               | in Vorqualifikation gescheitert (did not pre-qualify)            |
| Schwarz  | DSQ                | disqualifiziert (disqualified)                                   |
| Weiß     | DNS                | nicht am Start (did not start)                                   |
| Weiß     | WD                 | zurückgezogen (withdrawn)                                        |
| Hellblau | PO                 | nur am Training teilgenommen (practiced only)                    |
| Hellblau | TD                 | Freitags-Testfahrer (test driver)                                |
| ohne     | DNP                | nicht am Training teilgenommen (did not practice)                |
| ohne     | INJ                | verletzt oder krank (injured)                                    |
| ohne     | EX                 | ausgeschlossen (excluded)                                        |
| ohne     | DNA                | nicht erschienen (did not arrive)                                |
| ohne     | C                  | Rennen abgesagt (cancelled)                                      |
| ohne     | keine WM-Teilnahme |                                                                  |
| sonstige | P/fett             | Pole-Position                                                    |
| sonstige | 1/2/3/4/5/6/7/8    | Punktplatzierung im Sprint-/Qualifikationsrennen                 |
| sonstige | SR/kursiv          | Schnellste Rennrunde                                             |
| sonstige | *                  | nicht im Ziel, aufgrund der zurückgelegten Distanz aber gewertet |
| sonstige | ()                 | Streichresultate                                                 |
| sonstige | unterstrichen      | Führender in der Gesamtwertung                                   |